# Віковий дуб (Київ)
Віковий дуб — ботанічна пам'ятка природи місцевого значення, знаходиться в Шевченківському районі м. Києва біля з.п. «Берестейська». Заповідана у січні 1999 року (розпорядження КМДА від 15.01.99р. № 57).

## Опис
Віковий дуб являє собою дуб звичайний віком більше 350 років. Висота дерева 26 м, на висоті 1,3 м це дерево має 4,12 м в охопленні. Дерево характеризується привабливим видом, рівним стовбуром, ошатною кроною.

## Галерея

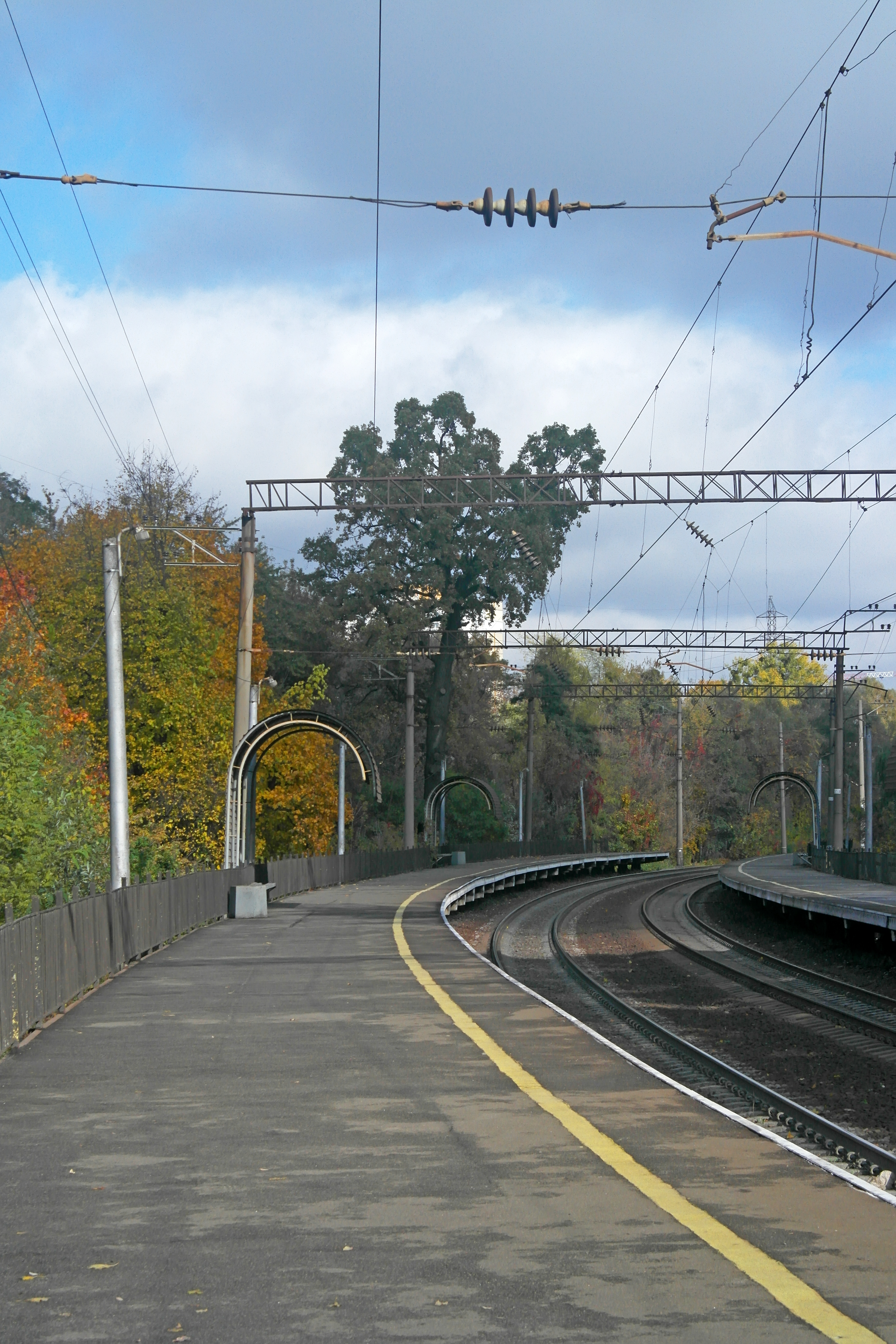
Віковий дуб (жовтень 2017)
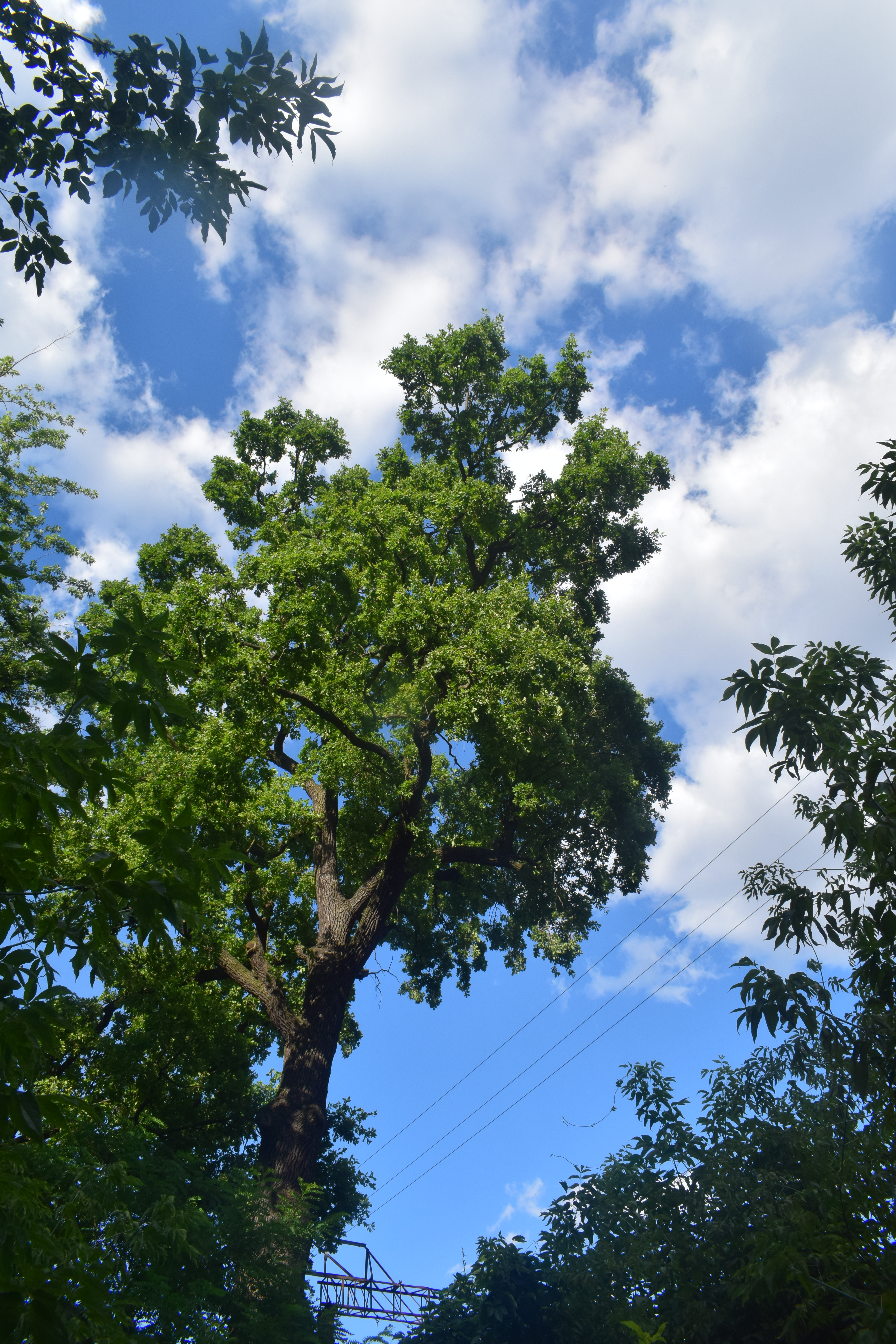
Віковий дуб (липень 2020)
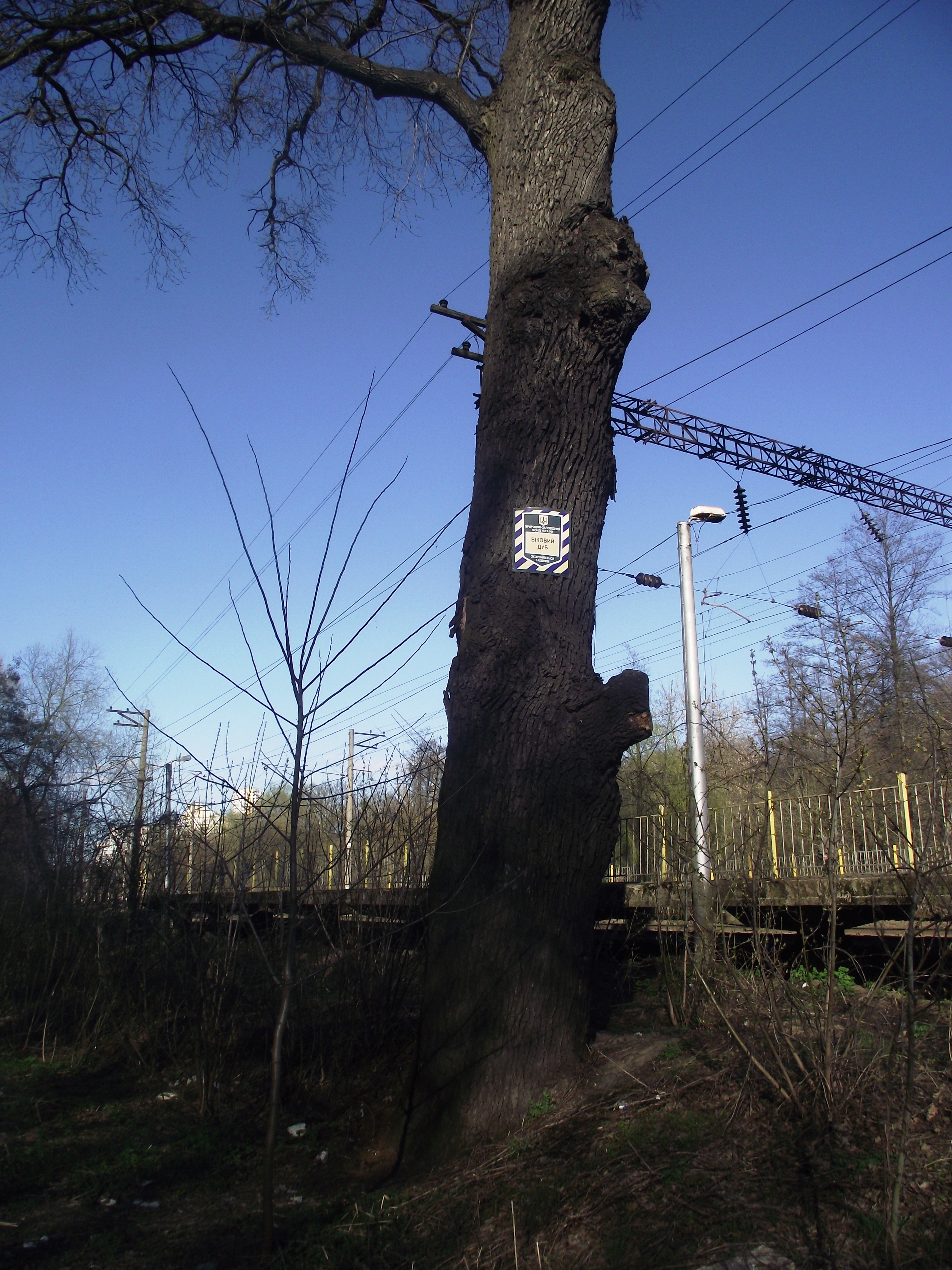
Віковий дуб (квітень 2013)